# Carlotta di Prussia
Carlotta di Prussia (Berlino, 13 luglio 1798 – Carskoe Selo, 1º novembre 1860) fu imperatrice di Russia, con il nome di Aleksandra Fёdorovna, in quanto moglie dello zar Nicola I.

## Biografia

### Principessa di Prussia
Carlotta era figlia di Federico Guglielmo III di Prussia e di Luisa di Meclemburgo-Strelitz. Era conosciuta come Carlotta, un nome popolare nella famiglia reale prussiana, e soprannominata Lottchen dalla sua famiglia. 
La sua infanzia venne condizionata dalle guerre napoleoniche. Suo padre era un uomo gentile e religioso, ma un sovrano debole e indeciso che, in seguito a sconfitte militari nel 1806, perse metà del suo regno. La madre di Carlotta, ammirata per la sua bellezza, intelligenza e fascino, era considerata più decisa di suo marito.
Quando l'esercito prussiano fu sconfitto nella battaglia di Jena, la famiglia di Carlotta si trasferì a Königsberg, sotto la protezione dello zar Alessandro I. Essendo Berlino rapidamente caduta sotto il controllo francese, la principessa crebbe nella città di Memel, lacerata dalla guerra. La madre morì nel 1810, subito dopo il dodicesimo compleanno di Carlotta, che per il resto della sua vita fece tesoro della memoria della regina Luisa. A causa di tale evento, tuttavia, Carlotta assunse sin dalla prima giovinezza il ruolo di prima dama del Regno, quale prima figlia del sovrano.
Ella rimase attaccata alla Prussia ed alla sua famiglia per tutta la sua vita. 

### Matrimonio
Nel febbraio 1814 il granduca Nicola e fratello Michele, erano in visita a Berlino. Le due famiglie organizzarono un possibile matrimonio tra i due. Nicola tornò a Berlino l'anno seguente e i due si innamorarono e si fidanzarono. Scrisse Carlotta al riguardo: "Mi piace e sono sicura che sarò felice con lui. Ciò che ci accomuna è la nostra vita interiore. Che il mondo faccia ciò che gli piace. Noi abbiamo un mondo proprio nei nostri cuori". Tenendosi per mano, i fidanzati si aggirarono nelle campagne intorno a Potsdam e frequentarono il Teatro dell'Opera di Stato di Berlino. Dopo questa visita, i due si fidanzarono ufficialmente. Essi erano cugini di terzo grado, in quanto ambedue discendenti da Federico Guglielmo II di Prussia.
Il matrimonio però non ebbe luogo che due anni dopo. Nel giugno 1817 Carlotta andò in Russia insieme al fratello Guglielmo. Qui si convertì alla Chiesa ortodossa russa edil 13 luglio 1817, giorno del suo compleanno, Carlotta e Nicola si sposarono nella Cappella del Palazzo d'Inverno. Ricordando questo giorno, la Granduchessa scrisse: "Mi sentii molto, molto felice quando le nostre mani s'unirono...Con confidenza e fiducia complete, posi la mia vita nelle mani del mio Nicola, e nemmeno una volta egli ha tradito le mie speranze".

### Gran Principessa di Russia

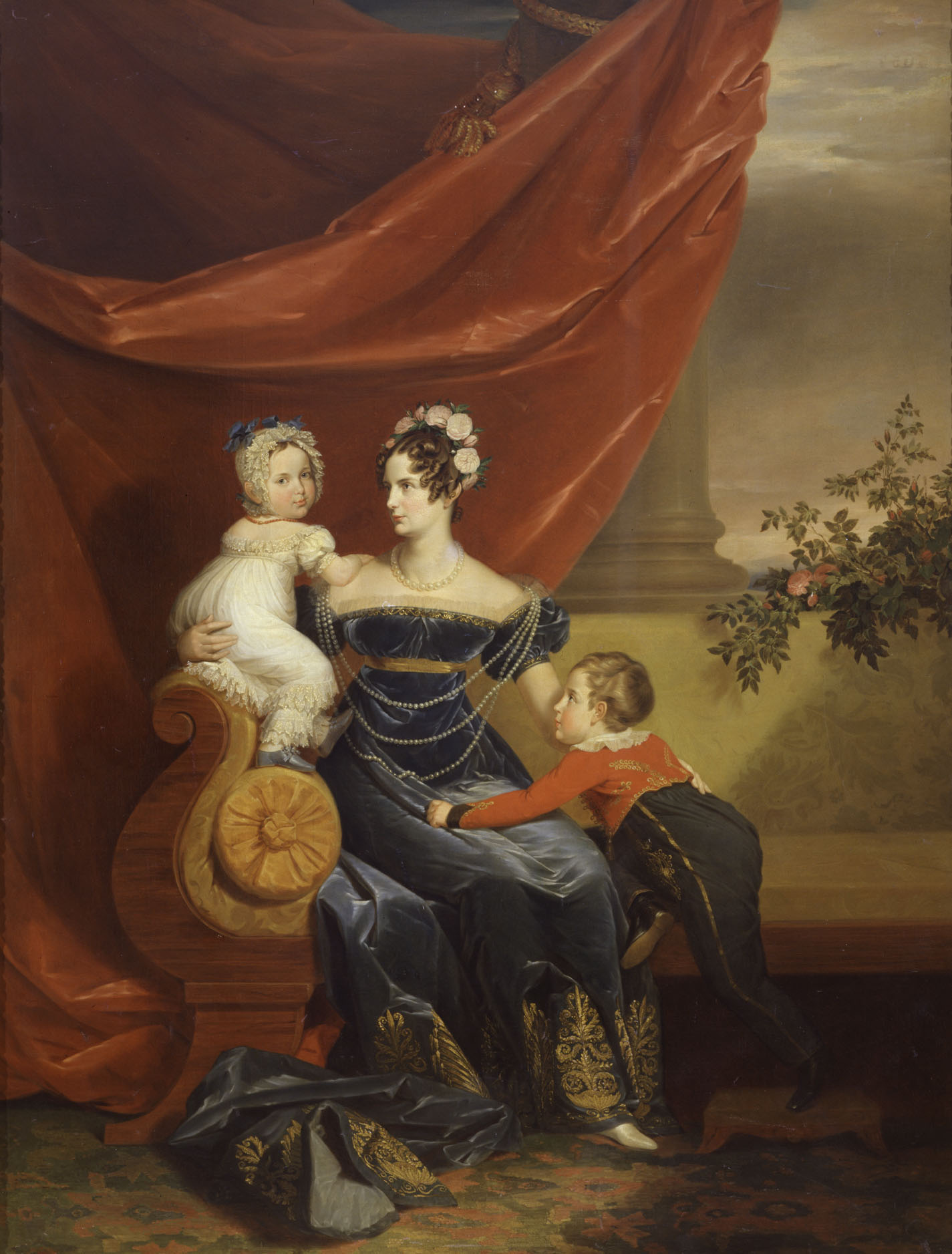
Carlotta con i suoi due figli maggiori, Alessandro, e Gran Duchessa Maria Nikolaevna, 1820.

All'inizio Carlotta ebbe problemi di adattamento alla corte russa, dovuti anche al cambiamento di religione. Ottenne comunque il favore della suocera, l'imperatrice Marija Fёdorovna, mentre non andava d'accordo con la cognata, l'imperatrice Elisabetta Alekseevna, moglie dello zar Alessandro I. In seguito a una gravidanza difficile e a una conseguente depressione, nel 1820 Carlotta e il marito andarono a Berlino, dove fecero frequenti viaggi fino al 1824, quando Alessandro I richiese la loro presenza in Russia.
Carlotta passò i suoi primi anni in Russia cercando di imparare la lingua e gli usi e costumi russi. La famiglia imperiale, comunque, parlava tedesco e scriveva le proprie lettere in francese, pertanto Carlotta non padroneggiò mai bene il russo.
Carlotta e il marito trascorsero otto anni in completa tranquillità e vivendo abbastanza isolati. Alessandro I però non aveva figli e il suo erede, il granduca Costantino Pavlovic, rinunciò nel 1822 ai suoi diritti di successione; ciò rese Nicola il successore del fratello.
Carlotta era alta, snella e con gli occhi azzurri; aveva un'aria di maestà regale; era fragile, spesso in cattive condizioni di salute; la sua voce era roca, ma parlava rapidamente e con decisione. Era un'avida lettrice (il suo scrittore preferito era Lermontov) e apprezzava la musica; era gentile e apprezzava la privacy e la semplicità; vestita elegantemente, con una decisa preferenza per i colori chiari, e possedeva bei gioielli; amava ballare ed era particolarmente abile nella mazurka che si godeva i balli di corte fino all'alba; né arrogante né frivola, Carlotta non era priva di intelligenza e aveva una memoria eccellente. Tuttavia, non si interessò attivamente alla politica e adempì il ruolo di consorte.
Nel 1825 lo zar le donò il Palazzo di Peterhof, dove lei e il marito trascorrevano il periodo estivo.

### Imperatrice consorte di Tutte le Russie

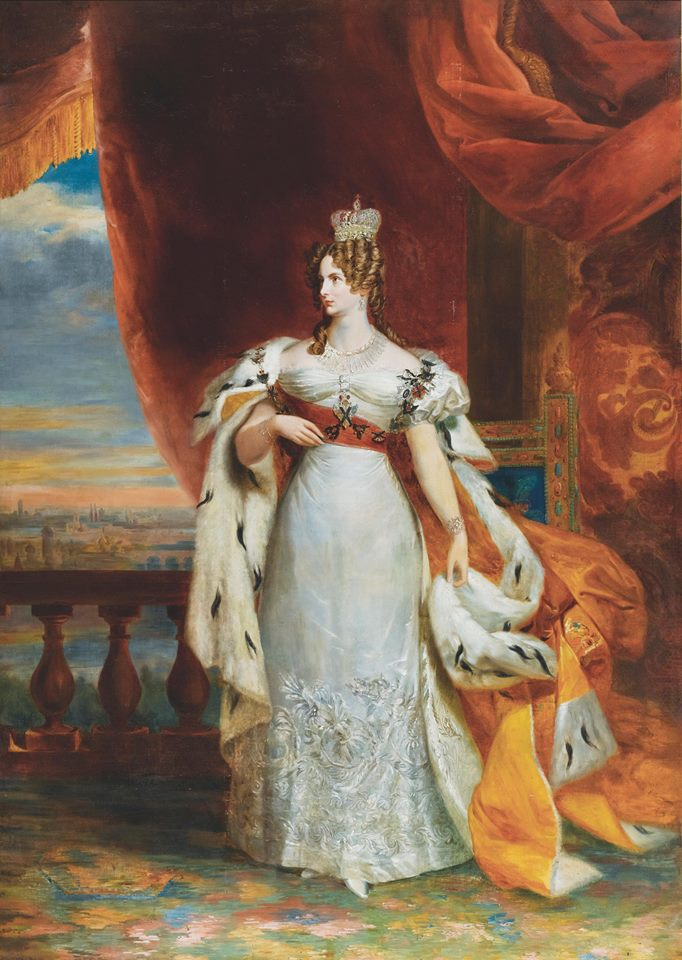
Aleksandra Fёdorovna nel 1826.

Carlotta divenne imperatrice nel dicembre 1825, quando il marito Nicola divenne imperatore con il nome di Nicola I. Il periodo era abbastanza turbolento, in quanto era appena scoppiata la rivolta decabrista. Il 3 settembre 1826 lei e suo marito furono consacrati e incoronati nella Cattedrale dell'Assunzione nel Cremlino. 
Solo dopo più di venticinque anni di fedeltà Nicola prese un'amante, Barbara Nelidova, una delle dame di compagnia di Carlotta, siccome i medici avevano proibito all'imperatrice l'attività sessuale a causa della sua salute cagionevole e ai ricorrenti attacchi di cuore.
Nel 1845, su consiglio dei medici, Carlotta soggiornò a Palermo per diversi mesi a causa della sua salute. Il marito la raggiunse brevemente. Nelidova andò con loro, e sebbene Carlotta fosse gelosa all'inizio, presto arrivò ad accettare la relazione, e rimase in buoni rapporti con l'amante di suo marito. La permanenza palermitana in una bella villa all'Olivuzza fece bene alla sua salute rimanendovi fino alla primavera successiva. A ringraziamento della meravigliosa ospitalità ricevuta volle lasciare un ricordo piantando lei stessa una quercia altissima nella villa da lei spesso frequentata. Sul tronco fu applicata una targa in ferro su cui era scritto "Plantée par S.M. L'Impératrice de Russia le 1° decembre 1845".
A quarant'anni sembrava molto più vecchia dei suoi anni, diventando sempre più sottile. Per molto tempo soffrì di spasmi nervosi che divennero un tremito convulso della testa.
Nel 1837 l'imperatrice scelse un resort in Crimea per una nuova residenza. Lì, Nicola ordinò che fosse costruito per lei il palazzo di Oreanda. 
Nel 1845 giunse nel porto di Palermo con il marito per un soggiorno prolungato in città. La ragione risiedeva nella salute malferma della zarina che necessitava di una località più calda. Lo zar rimase a Palermo per quaranta giorni, mentre la zarina si trattenne per tutto l’inverno. 
Verso la fine del 1854, Carlotta si ammalò al punto di morire, anche se riuscì a riprendersi.

### Imperatrice vedova

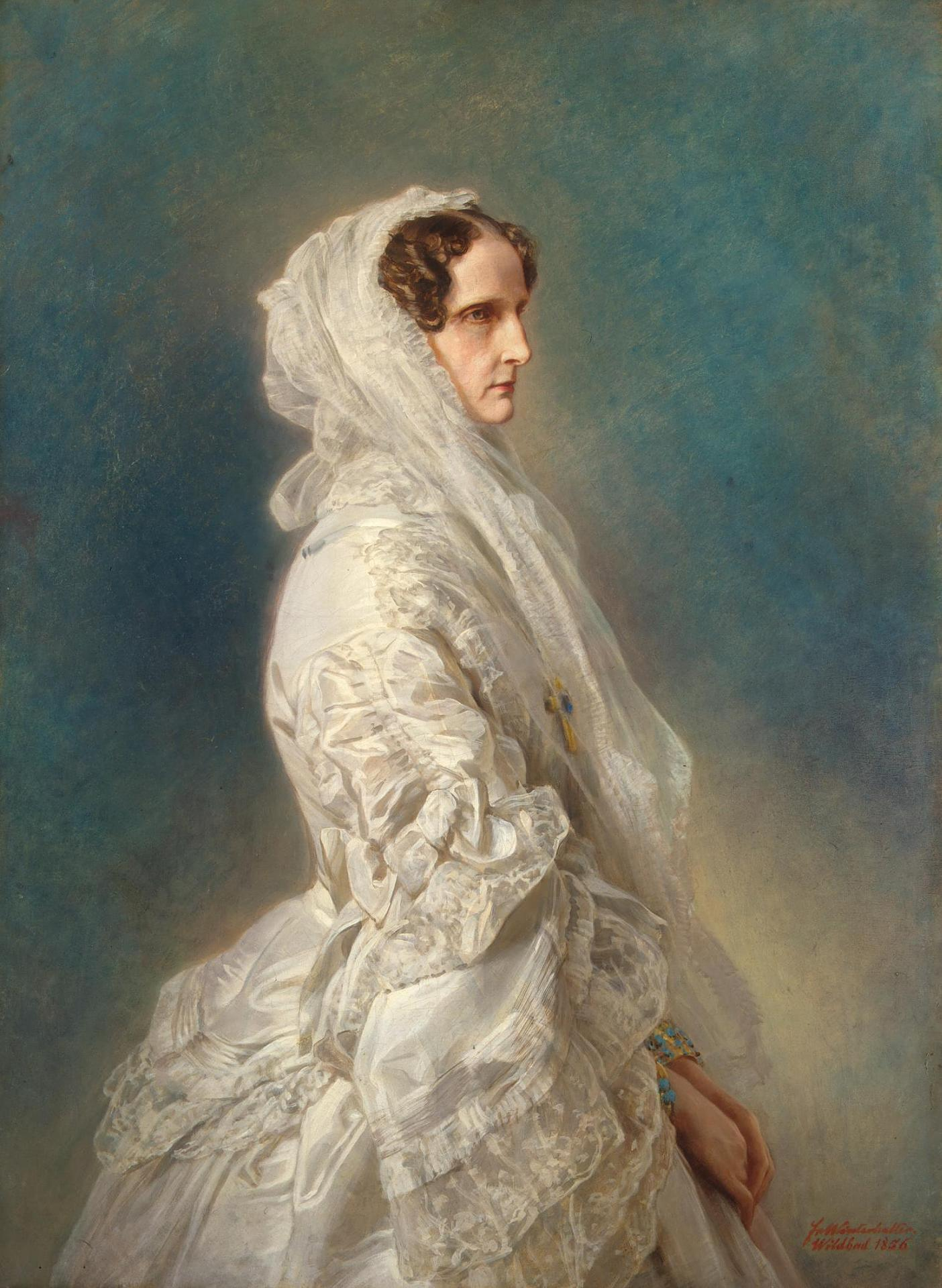
Aleksandra Fёdorovna nel 1856.

Nel 1855 lo zar Nicola I contrasse una polmonite sul campo di battaglia durante la Guerra di Crimea, e morì il 2 marzo.
Aleksandra Fёdorovna sopravvisse al marito per cinque anni. Si ritirò a vita privata nel Palazzo di Alessandro a Carskoe Selo, e rimase in ottimi rapporti con l'amante di suo marito, che nominò sua lettrice personale.
A causa della sua salute le divenne impossibile trascorrere i rigidi inverni in Russia, per questo fu costretta a fare lunghi soggiorni all'estero in Svizzera, a Nizza, Palermo e Roma. Scrisse nel settembre del 1859: "Ho nostalgia del mio paese e mi rimprovero di costare tanti soldi in un periodo in cui la Russia ha bisogno di ogni rublo, ma tossisco e i miei polmoni malati non possono funzionare senza un clima meridionale".

### Morte

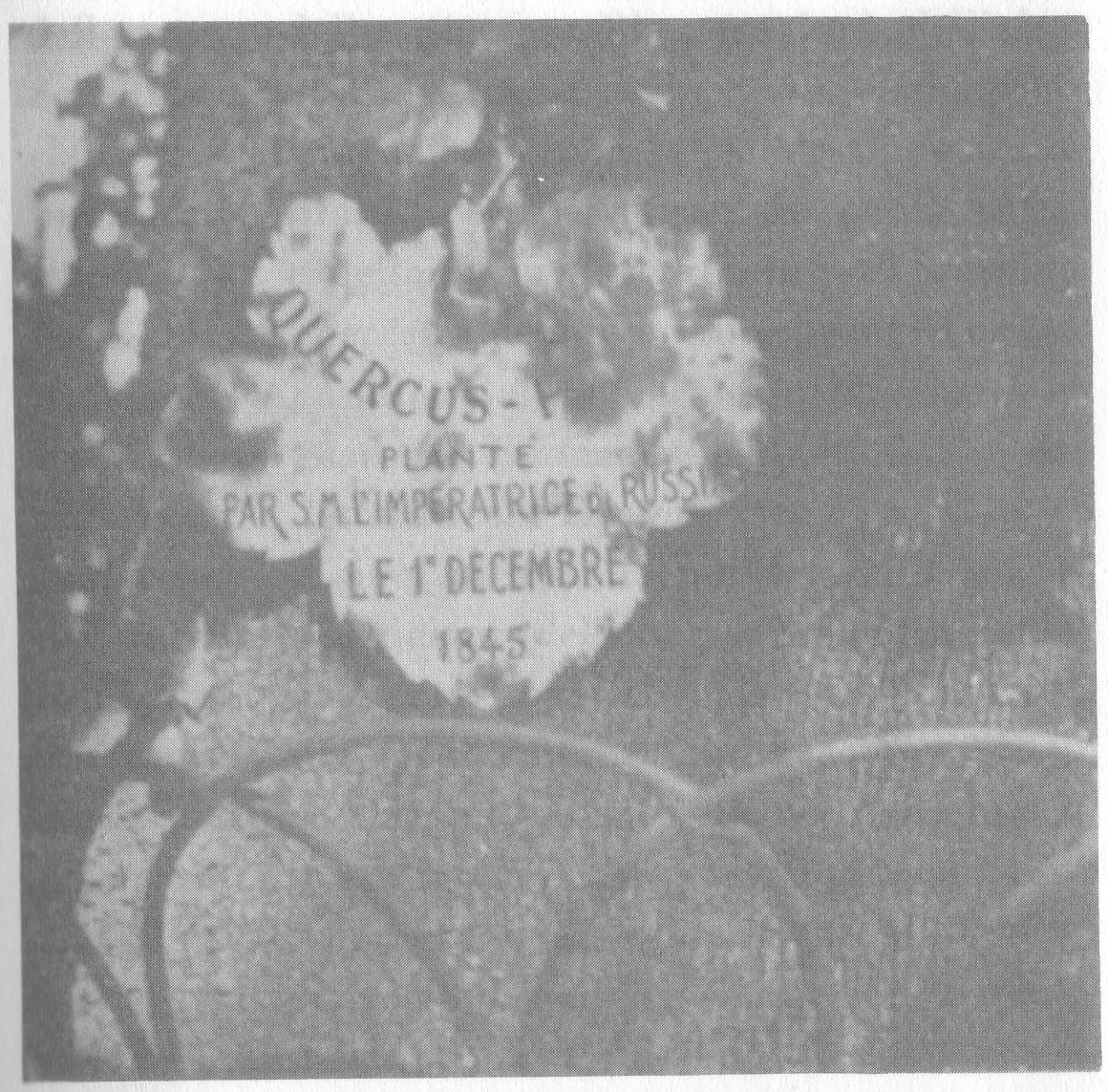
quercia piantata dall'Imperatrice a Palermo

Nell'autunno del 1860, i suoi medici le dissero che non avrebbe vissuto per tutto l'inverno, se non fosse tornata ancora una volta a sud. Conoscendo il pericolo, preferì rimanere a San Pietroburgo, in modo che se la morte fosse venuta sarebbe successo sul suolo russo. La notte prima della sua morte, la si sentì dire: "Niki, sto venendo da te". Morì nel sonno all'età di 62 anni il 1 novembre 1860 nel Palazzo di Alessandro a Carskoe Selo.

## Discendenza
Carlotta e Nicola ebbero dieci figli:
- Alessandro (29 aprile 1818-13 marzo 1881), sposò Maria Massimiliana d'Assia-Darmstadt;
- Marija (18 agosto 1819-21 febbraio 1876), sposò in prime nozze Massimiliano di Leuchtenberg e in seconde nozze Grigorij Aleksandrovič Stroganov;
- Figlia nata morta (1820);
- Ol'ga (11 settembre 1822-30 ottobre 1892), sposò Carlo I di Württemberg;
- Figlia nata morta (1823);
- Aleksandra (24 giugno 1825-10 agosto 1844), sposò il langravio Federico Guglielmo d'Assia-Kassel;
- Elizaveta (1826-1829);
- Konstantin (21 settembre 1827-25 gennaio 1892), sposò Alessandra di Sassonia-Altenburg;
- Nikolaj (8 agosto 1831-25 aprile 1891), sposò Alessandra di Oldenburg;
- Michail (25 ottobre 1832-18 dicembre 1909), sposò Cecilia di Baden.

## Ascendenza
|                                           |                                                 |                                                        | Genitori                                                              |  |  | Nonni |  |  | Bisnonni                     |  |  | Trisnonni                       |  |
|                                           |                                                 |                                                        |                                                                       |  |  |       |  |  | Augusto Guglielmo di Prussia |  |  | Federico Guglielmo I di Prussia |  |
|                                           |                                                 |                                                        |                                                                       |  |  |       |  |  | Augusto Guglielmo di Prussia |  |  | Federico Guglielmo I di Prussia |  |
|                                           |                                                 | Sofia Dorotea di Hannover                              |                                                                       |  |  |       |  |  | Augusto Guglielmo di Prussia |  |  |                                 |  |
| Federico Guglielmo II di Prussia          |                                                 |                                                        |                                                                       |  |  |       |  |  | Augusto Guglielmo di Prussia |  |  |                                 |  |
|                                           |                                                 | Luisa Amalia di Brunswick-Lüneburg                     | Ferdinando Alberto II di Brunswick-Lüneburg                           |  |  |       |  |  |                              |  |  |                                 |  |
|                                           |                                                 | Luisa Amalia di Brunswick-Lüneburg                     | Ferdinando Alberto II di Brunswick-Lüneburg                           |  |  |       |  |  |                              |  |  |                                 |  |
|                                           |                                                 | Luisa Amalia di Brunswick-Lüneburg                     | Antonietta Amalia di Brunswick-Wolfenbüttel                           |  |  |       |  |  |                              |  |  |                                 |  |
| Federico Guglielmo III di Prussia         |                                                 | Luisa Amalia di Brunswick-Lüneburg                     |                                                                       |  |  |       |  |  |                              |  |  |                                 |  |
|                                           |                                                 | Luigi IX d'Assia-Darmstadt                             | Luigi VIII d'Assia-Darmstadt                                          |  |  |       |  |  |                              |  |  |                                 |  |
|                                           |                                                 | Luigi IX d'Assia-Darmstadt                             | Luigi VIII d'Assia-Darmstadt                                          |  |  |       |  |  |                              |  |  |                                 |  |
|                                           |                                                 | Luigi IX d'Assia-Darmstadt                             | Carlotta di Hanau-Lichtenberg                                         |  |  |       |  |  |                              |  |  |                                 |  |
| Federica Luisa d'Assia-Darmstadt          |                                                 | Luigi IX d'Assia-Darmstadt                             |                                                                       |  |  |       |  |  |                              |  |  |                                 |  |
|                                           |                                                 | Carolina del Palatinato-Zweibrücken-Birkenfeld         | Cristiano III del Palatinato-Zweibrücken                              |  |  |       |  |  |                              |  |  |                                 |  |
|                                           |                                                 | Carolina del Palatinato-Zweibrücken-Birkenfeld         | Cristiano III del Palatinato-Zweibrücken                              |  |  |       |  |  |                              |  |  |                                 |  |
|                                           |                                                 | Carolina del Palatinato-Zweibrücken-Birkenfeld         | Carolina di Nassau-Saarbrücken                                        |  |  |       |  |  |                              |  |  |                                 |  |
| Carlotta di Prussia                       |                                                 | Carolina del Palatinato-Zweibrücken-Birkenfeld         |                                                                       |  |  |       |  |  |                              |  |  |                                 |  |
|                                           | Carlo Ludovico Federico di Meclemburgo-Strelitz | Adolfo Federico II di Meclemburgo-Strelitz             |                                                                       |  |  |       |  |  |                              |  |  |                                 |  |
|                                           | Carlo Ludovico Federico di Meclemburgo-Strelitz | Adolfo Federico II di Meclemburgo-Strelitz             |                                                                       |  |  |       |  |  |                              |  |  |                                 |  |
|                                           | Carlo Ludovico Federico di Meclemburgo-Strelitz | Cristiana Emilia di Schwarzburg-Sonderhausen           |                                                                       |  |  |       |  |  |                              |  |  |                                 |  |
| Carlo II di Meclemburgo-Strelitz          | Carlo Ludovico Federico di Meclemburgo-Strelitz |                                                        |                                                                       |  |  |       |  |  |                              |  |  |                                 |  |
|                                           |                                                 | Elisabetta Albertina di Sassonia-Hildburghausen        | Ernesto Federico I di Sassonia-Hildburghausen                         |  |  |       |  |  |                              |  |  |                                 |  |
|                                           |                                                 | Elisabetta Albertina di Sassonia-Hildburghausen        | Ernesto Federico I di Sassonia-Hildburghausen                         |  |  |       |  |  |                              |  |  |                                 |  |
|                                           |                                                 | Elisabetta Albertina di Sassonia-Hildburghausen        | Sofia Albertina di Erbach-Erbach                                      |  |  |       |  |  |                              |  |  |                                 |  |
| Luisa di Meclemburgo-Strelitz             |                                                 | Elisabetta Albertina di Sassonia-Hildburghausen        |                                                                       |  |  |       |  |  |                              |  |  |                                 |  |
|                                           |                                                 | Giorgio Guglielmo d'Assia-Darmstadt                    | Luigi VIII d'Assia-Darmstadt                                          |  |  |       |  |  |                              |  |  |                                 |  |
|                                           |                                                 | Giorgio Guglielmo d'Assia-Darmstadt                    | Luigi VIII d'Assia-Darmstadt                                          |  |  |       |  |  |                              |  |  |                                 |  |
|                                           |                                                 | Giorgio Guglielmo d'Assia-Darmstadt                    | Carlotta di Hanau-Lichtenberg                                         |  |  |       |  |  |                              |  |  |                                 |  |
| Federica Carolina Luisa d'Assia-Darmstadt |                                                 | Giorgio Guglielmo d'Assia-Darmstadt                    |                                                                       |  |  |       |  |  |                              |  |  |                                 |  |
|                                           |                                                 | Maria Luisa Albertina di Leiningen-Dagsburg-Falkenburg | Cristiano Carlo Reinardo di Leiningen-Dachsburg-Falkenburg-Heidesheim |  |  |       |  |  |                              |  |  |                                 |  |
|                                           |                                                 | Maria Luisa Albertina di Leiningen-Dagsburg-Falkenburg | Cristiano Carlo Reinardo di Leiningen-Dachsburg-Falkenburg-Heidesheim |  |  |       |  |  |                              |  |  |                                 |  |
|                                           |                                                 | Maria Luisa Albertina di Leiningen-Dagsburg-Falkenburg | Caterina Polissena di Solms-Rödelheim-Assenheim                       |  |  |       |  |  |                              |  |  |                                 |  |
|                                           |                                                 | Maria Luisa Albertina di Leiningen-Dagsburg-Falkenburg |                                                                       |  |  |       |  |  |                              |  |  |                                 |  |